# ヒクレオ
タラ・トンガ（Tala Tonga、1991年2月7日 - ）は、男性プロレスラー。WWE所属。本名はタウラ・フィフィタ（Taoola Fifita）。旧リングネームにレオ・トンガ（Leo Tonga）がある。
義父はWCWやWWFで活躍した往年の名レスラー、キング・ハク。タマ・トンガは実兄、タンガ・ロアは従兄であり義兄。

## 来歴
プロレスラーになるためにチーム3Dアカデミーに入門し、トレーニングを開始する。その後はオークランドを拠点とするバッドラック・ファレが主宰するファレ道場にて練習を積む。
2016年11月12日、ニュージーランドで開催されたCHARITY PRO KING WRESTLING"ON THE MAT"にて、ヒクーレオ（英語: HikuLe'o）のリングネームを名乗り、ヘナーレを相手にプロレスデビュー。試合は首固めで敗北を喫した。
2017年9月、ケニー・オメガの怪我による負傷に伴い、レオ・トンガとして新日本プロレスに緊急参戦が決定。7日後楽園ホール大会にて、タマ・トンガ・タンガ・ロアと兄弟トリオを結成し、ジュース・ロビンソン & レイモンド・ロウ & ハンソン組を相手に日本デビュー戦を行った。試合後のバックステージでは、兄のタマからBULLET CLUBのTシャツを手渡され、新メンバーとして加入を果たした。
2018年1月、リングネームを「ヒクレオ」に改名。
3月3日、新日本プロレス旗揚げ記念日シリーズにて佐久大会で高橋裕二郎、ヒクレオVSジュース・ロビンソン、トーア・ヘナーレの試合が行われた際にヘナーレの串刺し式ラリアットを受けた際に倒れ、ヒクレオも試合続行不可能として無念のレフェリーストップ負けを喰らってしまった。ヘナーレはバックステージでヒクレオの事について、「自分はあれで勝ちだと思ってない。リングに戻ってきたらまた闘おう(省略)」と語っていた。
2021年7月22日（現地時間21日）、ヒクレオはオール・エリート・レスリングの「Fyter Fest」大会のメインイベントのIWGP USヘビー級王座戦の直後にリングに現れ、新王者のランス・アーチャーに挑戦表明をした。
2022年、ヒクレオはNJPW STRONGのリングでジェイ・ホワイトに呼ばれ、追放されたG.O.D.を裏切ってBULLET CLUBへ残ることを選択した。
しかし9月25日の神戸大会で、ヒクレオはBULLET CLUBを裏切り、タマ、タンガ兄弟率いるG.O.D.と再結託した。その際、カール・アンダーソンが持つNEVER無差別級王座に挑戦表明した。
2023年、2月11日の大阪大会にて、新日本プロレスからの追放を掛けたジェイとの「ルーザーリーブ・ジャパンマッチ」に勝利。5月3日の福岡国際センター大会ではKENTAを下し、初タイトルとなるSTRONG無差別級王座を獲得した。
2025年6月28日に行われたナイト・オブ・ザ・チャンピオンズでソロ・シコアを助ける形でWWE初登場。

## 得意技

### フィニッシュ・ホールド
ゴッドセンド
2mの長身から繰り出される破壊力抜群のチョークスラム。現在のフィニッシュ技。

### 投げ技
パワートリップ
低空高速パワースラム、この技からゴッドセンドに繋げることが多い。
ネックハンギングボム
オクラホマ・スタンピード

### 打撃技
エルボー
エルボー・スタンプ
バックエルボー
バックハンド・チョップ
ナックル・パンチ
クローズライン
ヒクレオの場合は通常、またはショートレンジ式などを使用する。
ビッグブーツ

## タイトル歴
新日本プロレス
- IWGPタッグ王座（第100代）（パートナーはエル・ファンタズモ）

- STRONG無差別級王座（第4代）
- STRONG無差別級タッグ王座（第6代、第8代）（パートナーはエル・ファンタズモ）